# Siero della verità

Amobarbital, uno dei composti chimici utilizzati come "siero della verità".

Il siero della verità è, nel linguaggio comune, il nome dato a particolari farmaci psicoattivi usati per ottenere informazioni da soggetti che non possono o non vogliono fornirle. 

## Descrizione
Questi farmaci sono per lo più soluzioni iniettabili di sostanze (quali il tiopentale sodico) capaci di indurre nel paziente uno stato prossimo al sonno, nel quale sembra risultare più facile e più efficace la psicoterapia o narcoanalisi.
L'utilizzo di questa sostanza è stato documentato per la prima volta da William Bleckwenn nel 1930.
Secondo il diritto internazionale, l'utilizzo di questi preparati è classificato come una forma di tortura. Tuttavia, essi venivano utilizzati nella valutazione dei pazienti psicotici nella pratica della psichiatria. In quest'ultimo contesto, la somministrazione controllata di farmaci ipnotici per via endovenosa viene chiamata "narcosintesi". Può essere usata per procurare informazioni, per formulare una diagnosi e per fornire ai pazienti una tregua funzionale da catatonia o mania.